# Страж (Тахов)
Страж (чеш. Stráž) је насељено мјесто са административним статусом варошице (чеш. městys) у округу Тахов, у Плзењском крају, Чешка Република.

## Становништво
Према подацима о броју становника из 2014. године насеље је имало 1.112 становника.